# Popowice (rejon mościski)
Popowice (ukr. Поповичі) – wieś na Ukrainie, w rejonie jaworowskim (do 2020 roku w rejonie mościskim) obwodu lwowskiego.

## Historia
Wieś szlachecka, własność Fredrów, położona była w 1589 roku w ziemi przemyskiej województwa ruskiego.
Dawniej wieś w powiecie przemyskim.
W latach 1920–1944 Popowice leżały w powiecie przemyskim w woj. lwowskim W latach 1934–1939 istniała zbiorowa gmina Popowice.
W lesie na północno-zachodnim skraju wsi zachował się kompleks budowli obronnych z XIX-XX wieku Twierdzy Przemyśl z sąsiedniego miasta Przemyśla. Od roku 2009 w fortyfikacji odbywa się festiwal artystyczny Fort.Missia. Kompleks składa się z 57 fortów, z których sześć aktualnie znajdujących się na Ukrainie:
- Fort I/1 Łysiczka na zachód od Bykowa
- Fort I/2 Byków
- Fort I/3 Pleszowice
- Fort I/4 Maruszka Las na północ od Popowic
- Fort I/5 Popowice
- Fort I/6 Dziewięczyce na południowy zachód od fortu Maruszka Las[3]